# Обсерваторія космічних променів

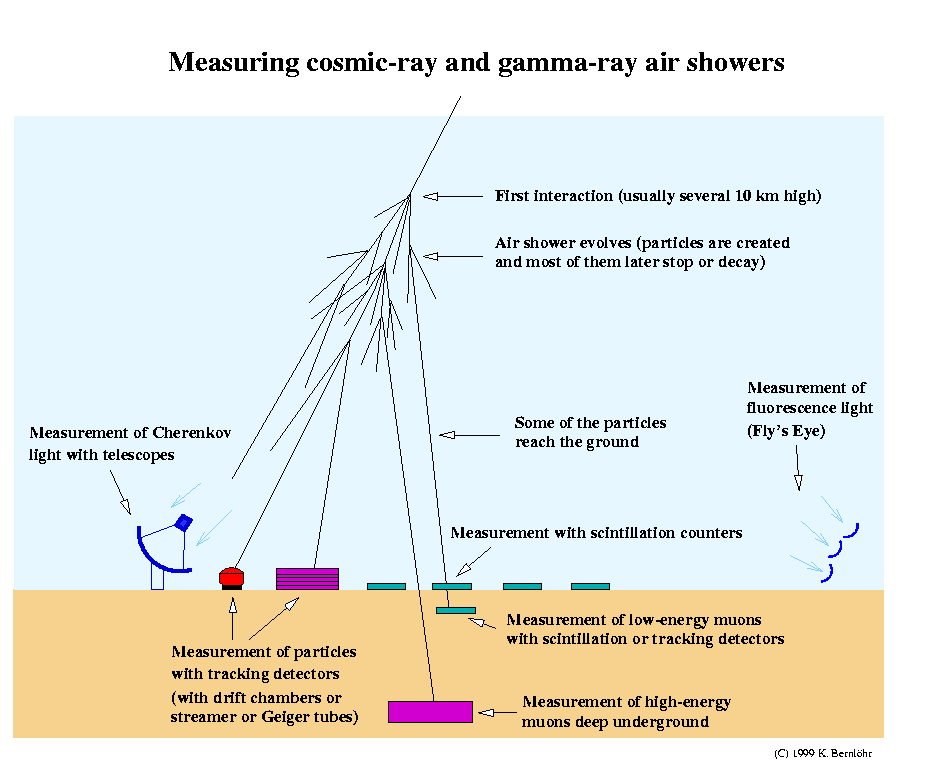
Ілюстрація різних способів детектування космічних променів

Обсерваторія космічних променів — наукове устаткування для реєстрації космічних променів — частинок високої енергії, що приходять з космосу в атмосферу Землі. Деякі обсерваторії, призначені для пошуку високоенергетичних заряджених частинок, здатні також реєструвати гамма-промені та рентгенівські промені високої енергії. Так що буває важко провести чітку границю між обсерваторіями для реєстрації масивних частинок і безмасових гамма-квантів, і в список нижче включені як ті, так і інші. Способи реєстрації включають сцинтилятори, твердотільні детектори, повітряні черенковські детектори та інші методи. Нижче наведено неповний список найважливіших експериментів з детектування космічних променів.

## Обсерваторії та експерименти
Наземні:
- CHICOS
- GAMMA
- KASCADE
- LHAASO
- LOPES
- HAWC
- H.E.S.S.
- HiRes
- LHAASO
- MAGIC
- MARIACHI
- Обсерваторія П'єра Оже

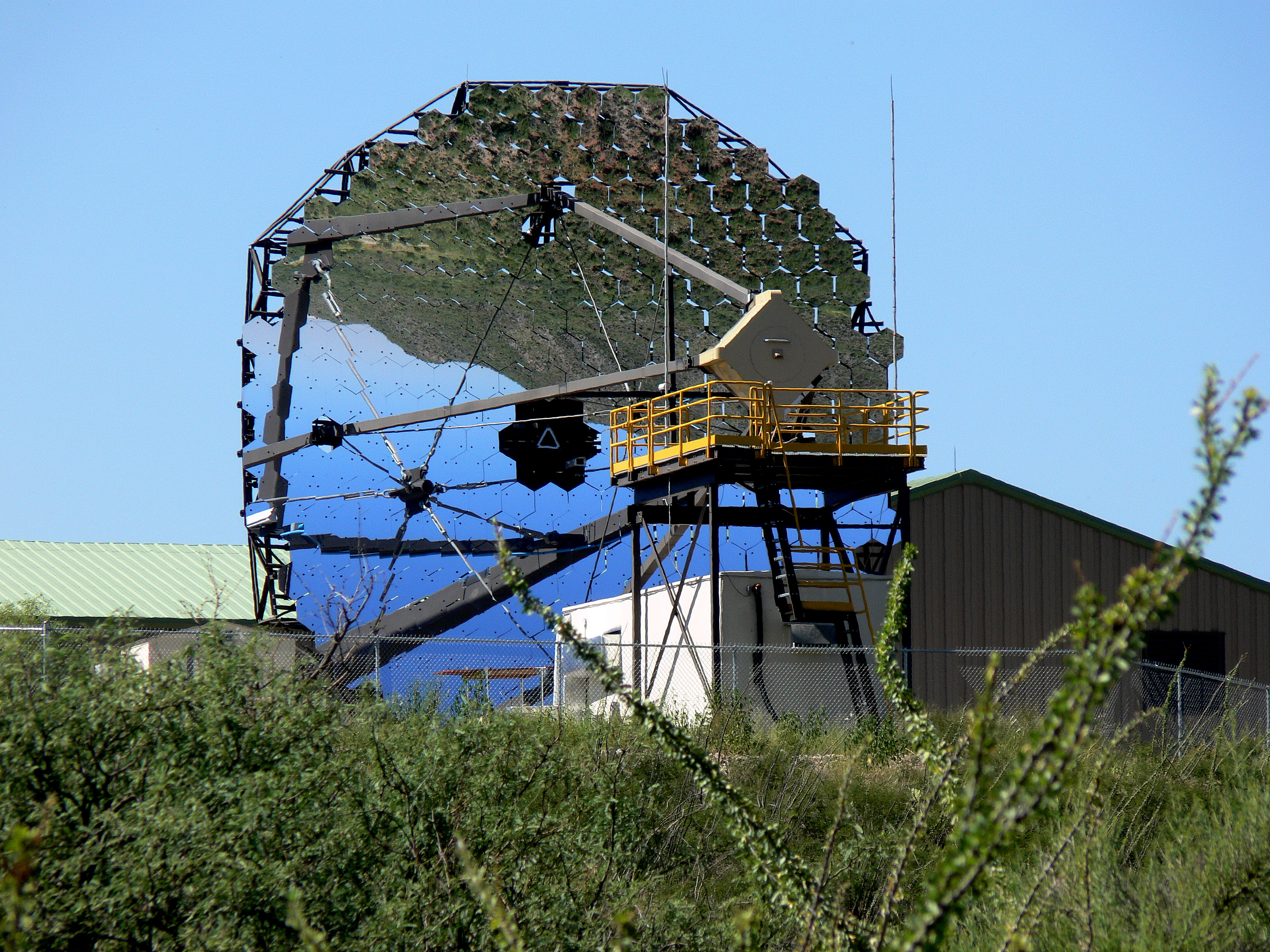
Дзеркало одного з детекторів VERITAS

- SWGOПоліт Cosmic Ray Energetics and Mass в Антарктиді
- TAIGA
- Telescope Array Project
- WALTA
- VERITAS

На повітряних кулях:
- BESS

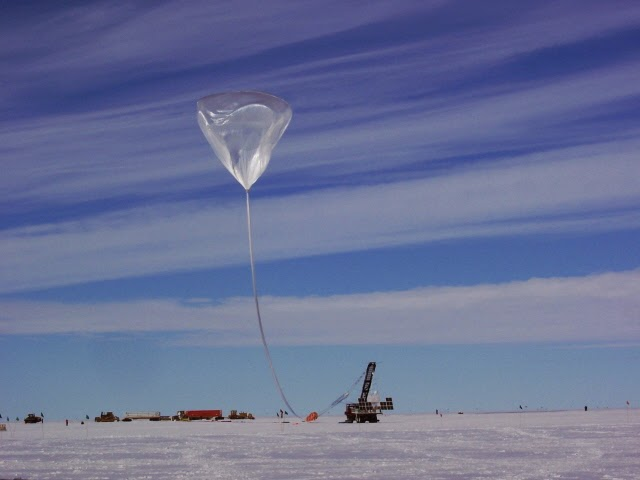
Політ Cosmic Ray Energetics and Mass в Антарктиді

- Advanced Thin Ionization Calorimeter
- TRACER
- Cosmic Ray Energetics and Mass

Космічні:
- PAMELA
- Магнітний альфа-спектрометр
- Spaceship Earth

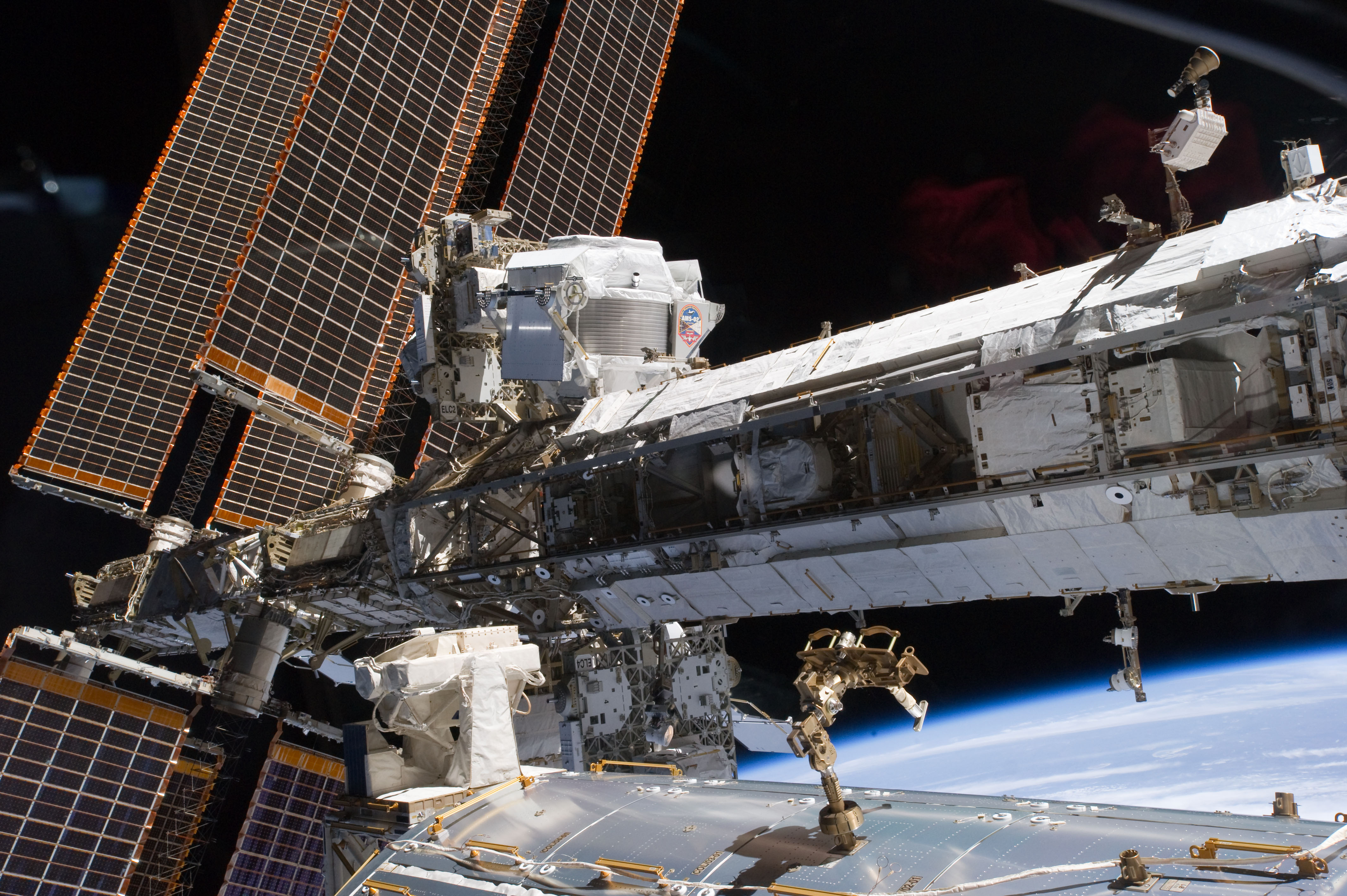
Магнітний альфа-спектрометр, встановлений на МКС

- Advanced Composition Explorer[en]
- Вояджер-1 і Вояджер-2
- Кассіні — Гюйгенс
- HEAO 1[en], Обсерваторія Ейнштейна (HEAO2), HEAO 3
- ISS-CREAM

Обсерваторії космічних променів надвисокої енергії:
- MARIACHI
- GRAPES-3
- AGASA
- HiRes
- Обсерваторія П'єра Оже
- Extreme Universe Space Observatory
- Telescope Array Project
- ANITA виявляє космічні нейтрино надвисокої енергії, спричинені космічними променями надвисокої енергії